# Liste over sange indspillet af Volbeat
Dette er en Liste over sange indspillet af det danske Heavy metal-band Volbeat. Sangene er i alfabetisk orden. De kommer fra gruppens diskografi der består af studiealbummene The Strength / The Sound / The Songs, Rock the Rebel / Metal the Devil, Guitar Gangsters & Cadillac Blood, Beyond Hell/Above Heaven, Outlaw Gentlemen & Shady Ladies, Seal the Deal & Let's Boogie og Rewind, Replay, Rebound, DVD'erne Live: Sold Out!, Live from Beyond Hell / Above Heaven og Let’s Boogie! Live from Telia Parken samt deres demoalbum Volbeat og Beat the Meat.

## Forklaring
- Titel: Angiver navnet på sangen. Er nummeret udgivet som single er det markeret med grøn. Coverversioner er markeret med blå, og den oprindelige kunstner eller band der har indspillet sangen står nedenunder.
- Sangskriver: Angiver person eller personerne der har skrevet sangen.
- Album: Angiver titlen på albummet, som sangen blev udgivet på. Sange hvor titlen er markeret med orange indgår ikke på alle udgaver af udgivelsen.
- År: Angiver udgivelsesår.

## Sange

### A
| #  | Titel                            | Sangskriver                           | Album                                | År   |
| -- | -------------------------------- | ------------------------------------- | ------------------------------------ | ---- |
| 1  | ”A Better Believer"              | Poulsen                               | Beyond Hell / Above Heaven           | 2010 |
| 2  | ”A Broken Man and the Dawn"      | Poulsen, Larsen                       | Guitar Gangsters & Cadillac Blood    | 2008 |
| 3  | ”A Moment Forever"               | Poulsen                               | Rock the Rebel / Metal the Devil     | 2007 |
| 4  | ”A New Day"                      | Poulsen, Bredahl                      | Beyond Hell / Above Heaven           | 2010 |
| 5  | ”A Warrior's Call"               | Poulsen                               | Beyond Hell / Above Heaven           | 2010 |
| 6  | ”Always, Wu"                     | Poulsen, Larsen, Kjølholm, Gottschalk | The Strength / The Sound / The Songs | 2005 |
| 7  | ”Alienized"                      | Poulsen, Larsen, Kjølholm, Gottschalk | The Strength / The Sound / The Songs | 2005 |
| 8  | "Angelfuck" (The Misfits)        | Danzig                                | Live from Beyond Hell / Above Heaven | 2011 |
| 9  | ”Another Day, Another Way"       | Poulsen, Larsen, Kjølholm, Gottschalk | The Strength / The Sound / The Songs | 2005 |
| 10 | ”The Awakening of Bonnie Parker" | Volbeat                               | Rewind, Replay, Rebound              | 2019 |

### B
| # | Titel                                      | Sangskriver       | Album                             | År   |
| - | ------------------------------------------ | ----------------- | --------------------------------- | ---- |
| 1 | Back to Prom                               | Poulsen, Bredahl  | Guitar Gangsters & Cadillac Blood | 2008 |
| 2 | Battleship Chains (The Georgia Satellites) | Anderson          | Seal the Deal & Let’s Boogie      | 2016 |
| 3 | Becoming                                   | Poulsen           | Servant of the Mind               | 2021 |
| 4 | Beeing 1                                   | Poulsen           | Beyond Hell / Above Heaven        | 2010 |
| 5 | Black Bart                                 | Poulsen & Volbeat | Outlaw Gentlemen & Shady Ladies   | 2013 |
| 6 | Black Rose                                 | Poulsen           | Seal the Deal & Let’s Boogie      | 2016 |
| 7 | The Bliss                                  | Poulsen           | Seal the Deal & Let’s Boogie      | 2016 |
| 8 | Boa (JDM)                                  | Poulsen           | Rock the Rebel / Metal the Devil  | 2007 |

### C
| # | Titel                                | Sangskriver                           | Album                                | År   |
| - | ------------------------------------ | ------------------------------------- | ------------------------------------ | ---- |
| 1 | ”Cape of Our Hero"                   | Poulsen & Volbeat                     | Outlaw Gentlemen & Shady Ladies      | 2013 |
| 2 | ”Caroline # 1"                       | Poulsen, Larsen, Kjølholm, Gottschalk | The Strength / The Sound / The Songs | 2005 |
| 3 | ”Caroline Leaving (Caroline, Pt. 2)" | Poulsen, Larsen, Kjølholm, Gottschalk | The Strength / The Sound / The Songs | 2005 |
| 4 | "Cheapside Sloggers"                 | Volbeat                               | Rewind, Replay, Rebound              | 2019 |
| 5 | "Cloud 9"                            | Volbeat                               | Rewind, Replay, Rebound              | 2019 |

### D
| #  | Titel                         | Sangskriver                           | Album                                | År   |
| -- | ----------------------------- | ------------------------------------- | ------------------------------------ | ---- |
| 1  | Dagen Før                     | Poulsen                               | Servant of the Mind                  | 2021 |
| 2  | Danny & Lucy (11PM)           | Poulsen, Larsen, Kjølholm, Gottschalk | The Strength / The Sound / The Songs | 2005 |
| 3  | Dead But Rising               | Poulsen & Volbeat                     | Outlaw Gentlemen & Shady Ladies      | 2013 |
| 4  | Devil or the Blue Cat’s Song  | Poulsen                               | Rock the Rebel / Metal the Devil     | 2007 |
| 5  | The Devil Rages On            | Poulsen                               | Servant of the Mind                  | 2021 |
| 6  | The Devil's Bleeding Crown    | Poulsen                               | Seal the Deal & Let’s Boogie         | 2016 |
| 7  | Die to Live                   | Volbeat                               | Rewind, Replay, Rebound              | 2019 |
| 8  | Doc Holliday                  | Poulsen & Volbeat                     | Outlaw Gentlemen & Shady Ladies      | 2013 |
| 9  | Domino (Roy Orbison)          | –                                     | Servant of the Mind                  | 2021 |
| 10 | Don't Tread on Me (Metallica) | Hetfield, Ulrich                      | Servant of the Mind                  | 2021 |

### E
| # | Titel                     | Sangskriver                           | Album                                | År   |
| - | ------------------------- | ------------------------------------- | ------------------------------------ | ---- |
| 1 | Ecotone                   | Poulsen                               | Outlaw Gentlemen & Shady Ladies      | 2013 |
| 2 | Enter Sandman (Metallica) | Hetfield, Ulrich, Hammett             | Let’s Boogie! Live from Telia Parken | 2018 |
| 3 | The Everlasting           | Volbeat                               | Let’s Boogie! Live from Telia Parken | 2018 |
| 4 | The Everlasting           | Volbeat                               | Rewind, Replay, Rebound              | 2019 |
| 5 | Everything’s Still Fine   | Poulsen, Larsen, Kjølholm, Gottschalk | The Strength / The Sound / The Songs | 2005 |
| 6 | Evelyn                    | Poulsen, Larsen                       | Beyond Hell / Above Heaven           | 2010 |

### F
| # | Titel                                | Sangskriver                           | Album                                | År   |
| - | ------------------------------------ | ------------------------------------- | ------------------------------------ | ---- |
| 1 | ”Fallen"                             | Poulsen, Bredahl                      | Beyond Hell / Above Heaven           | 2010 |
| 2 | ”Find that Soul"                     | Poulsen, Larsen, Kjølholm, Bredahl    | Guitar Gangsters & Cadillac Blood    | 2008 |
| 3 | ”For Evigt"                          | Poulsen                               | Seal the Deal & Let’s Boogie         | 2016 |
| 4 | ”Fire Song (Danny & Lucy Revisited)" | Poulsen, Larsen, Kjølholm, Gottschalk | The Strength / The Sound / The Songs | 2005 |

### G
| # | Titel                               | Sangskriver               | Album                             | År   |
| - | ----------------------------------- | ------------------------- | --------------------------------- | ---- |
| 1 | ”The Garden's Tale"                 | Poulsen                   | Rock the Rebel / Metal the Devil  | 2007 |
| 2 | ”The Gates of Babylon"              | Poulsen, Caggiano, Larsen | Seal the Deal & Let’s Boogie      | 2016 |
| 3 | ”Ghosts at War"                     | Ukendt                    | Volbeat                           | 2002 |
| 4 | ”Goodbye Forever"                   | Poulsen                   | Seal the Deal & Let’s Boogie      | 2016 |
| 5 | ”Guitar Gangsters & Cadillac Blood" | Poulsen                   | Guitar Gangsters & Cadillac Blood | 2008 |

### H
| # | Titel                    | Sangskriver                           | Album                                | År   |
| - | ------------------------ | ------------------------------------- | ------------------------------------ | ---- |
| 1 | Hallelujah Goat          | Poulsen, Larsen                       | Guitar Gangsters & Cadillac Blood    | 2008 |
| 2 | The Hangman’s Body Count | Poulsen                               | Outlaw Gentlemen & Shady Ladies      | 2013 |
| 3 | Healing Subcounsciously  | Poulsen, Larsen, Kjølholm, Gottschalk | The Strength / The Sound / The Songs | 2005 |
| 4 | Heaven Nor Hell          | Poulsen                               | Beyond Hell / Above Heaven           | 2010 |
| 5 | Heaven’s Descent         | Poulsen                               | Servant of the Mind                  | 2021 |
| 6 | The Human Instrument     | Poulsen                               | Rock the Rebel / Metal the Devil     | 2007 |

### I
| # | Titel                                          | Sangskriver                        | Album                                | År   |
| - | ---------------------------------------------- | ---------------------------------- | ------------------------------------ | ---- |
| 1 | "I Only Wanne Be With You" (Dusty Springfield) | Hawker, Raymonde                   | The Strength / The Sound / The Songs | 2005 |
| 2 | "I'm So Lonesome I Could Cry" (Hank Williams)  | Williams                           | Guitar Gangsters & Cadillac Blood    | 2008 |
| 3 | ”Intro (End of the Road)"                      | Poulsen, Larsen, Kjølholm, Bredahl | Guitar Gangsters & Cadillac Blood    | 2008 |

### L
| # | Titel                  | Sangskriver               | Album                             | År   |
| - | ---------------------- | ------------------------- | --------------------------------- | ---- |
| 1 | Lasse’e Birgitta       | Poulsen                   | Servant of the Mind               | 2021 |
| 2 | Last Day Under the Sun | Volbeat                   | Rewind, Replay, Rebound           | 2019 |
| 3 | Let It Burn            | Poulsen                   | Seal the Deal & Let’s Boogie      | 2016 |
| 4 | Let’s Shake Some Dust  | Caggiano, Poulsen         | Outlaw Gentlemen & Shady Ladies   | 2013 |
| 5 | Leviathan              | Volbeat                   | Rewind, Replay, Rebound           | 2019 |
| 6 | Light a Way            | Poulsen                   | Guitar Gangsters & Cadillac Blood | 2008 |
| 7 | The Loa’s Crossroad    | Poulsen, Caggiano, Larsen | Seal the Deal & Let’s Boogie      | 2016 |
| 8 | Lola Montez            | Poulsen & Volbeat         | Outlaw Gentlemen & Shady Ladies   | 2013 |
| 9 | Lonesome Rider         | Poulsen, Caggiano         | Outlaw Gentlemen & Shady Ladies   | 2013 |

### M
| #  | Titel                          | Sangskriver                                  | Album                             | År   |
| -- | ------------------------------ | -------------------------------------------- | --------------------------------- | ---- |
| 1  | ”Magic Zone"                   | Poulsen                                      | Beyond Hell / Above Heaven        | 2010 |
| 2  | "Making Believe" (Kitty Wells) | Work                                         | Guitar Gangsters & Cadillac Blood | 2008 |
| 3  | ”Marie Leveau"                 | Poulsen                                      | Seal the Deal & Let’s Boogie      | 2016 |
| 4  | ”Mary Ann's Place"             | Poulsen                                      | Guitar Gangsters & Cadillac Blood | 2008 |
| 5  | ”Mary Jane Kelly"              | Poulsen                                      | Seal the Deal & Let’s Boogie      | 2016 |
| 6  | "Maybe I Believe"              | Volbeat                                      | Rewind, Replay, Rebound           | 2019 |
| 7  | ”Maybellene i Hofteholder"     | Poulsen                                      | Guitar Gangsters & Cadillac Blood | 2008 |
| 8  | ”The Mirror and the Ripper"    | Poulsen                                      | Beyond Hell / Above Heaven        | 2010 |
| 9  | ”Misery - Company"             | Ukendt                                       | Volbeat                           | 2002 |
| 10 | ”Mr & Mrs Ness"                | Poulsen                                      | Rock the Rebel / Metal the Devil  | 2007 |
| 11 | "My Body" (Young the Giant)    | Godhia, Tilley, Cannota, Comtois, Doostzadeh | Outlaw Gentlemen & Shady Ladies   | 2013 |

### N
| # | Titel              | Sangskriver       | Album                           | År   |
| - | ------------------ | ----------------- | ------------------------------- | ---- |
| 1 | ”The Nameless One" | Poulsen & Volbeat | Outlaw Gentlemen & Shady Ladies | 2013 |

### O
| # | Titel            | Sangskriver       | Album                           | År   |
| - | ---------------- | ----------------- | ------------------------------- | ---- |
| 1 | ”Our Loved Ones" | Poulsen, Caggiano | Outlaw Gentlemen & Shady Ladies | 2013 |

### P
| # | Titel                       | Sangskriver                           | Album                                | År   |
| - | --------------------------- | ------------------------------------- | ------------------------------------ | ---- |
| 1 | Parasite                    | Volbeat                               | Rewind, Replay, Rebound              | 2019 |
| 2 | The Passenger               | Poulsen                               | Servant of the Mind                  | 2021 |
| 3 | Pearl Hart                  | Poulsen & Volbeat                     | Outlaw Gentlemen & Shady Ladies      | 2013 |
| 4 | Pelvis on Fire              | Volbeat                               | Rewind, Replay, Rebound              | 2019 |
| 5 | Pool of Booze, Booze, Booza | Poulsen, Larsen, Kjølholm, Gottschalk | The Strength / The Sound / The Songs | 2005 |

### Q
| # | Titel       | Sangskriver | Album   | År   |
| - | ----------- | ----------- | ------- | ---- |
| 1 | ”The Quest" | Ukendt      | Volbeat | 2002 |

### R
| # | Titel                          | Sangskriver                           | Album                                | År   |
| - | ------------------------------ | ------------------------------------- | ------------------------------------ | ---- |
| 1 | Radio Girl                     | Poulsen                               | Rock the Rebel / Metal the Devil     | 2007 |
| 2 | Rebel Angel                    | unbekannt                             |                                      |      |
| 3 | Rebel Monster                  | Poulsen, Larsen, Kjølholm, Gottschalk | The Strength / The Sound / The Songs | 2005 |
| 4 | Rebound (Teenage Bottlerocket) | Carlisle                              | Seal the Deal & Let’s Boogie         | 2016 |
| 5 | Return to None (Wolfbrigade)   | –                                     | Servant of the Mind                  | 2021 |
| 6 | Rewind the Exit                | Volbeat                               | Rewind, Replay, Rebound              | 2019 |
| 7 | River Queen                    | Poulsen                               | Rock the Rebel / Metal the Devil     | 2007 |
| 8 | Room 24                        | Poulsen & Volbeat, Diamond            | Outlaw Gentlemen & Shady Ladies      | 2013 |

### S
| #  | Titel                | Sangskriver                           | Album                                | År   |
| -- | -------------------- | ------------------------------------- | ------------------------------------ | ---- |
| 1  | Sacred Stones        | Poulsen                               | Servant of the Mind                  | 2021 |
| 2  | Sad Man’s Tongue     | Poulsen                               | Rock the Rebel / Metal the Devil     | 2007 |
| 3  | Say No More          | Poulsen                               | Servant of the Mind                  | 2021 |
| 4  | Say Your Number      | Poulsen, Larsen, Kjølholm, Gottschalk | The Strength / The Sound / The Songs | 2005 |
| 5  | Seal the Deal        | Poulsen, Larsen                       | Seal the Deal & Let’s Boogie         | 2016 |
| 6  | Shotgun Blues        | Poulsen                               | Servant of the Mind                  | 2021 |
| 7  | The Sinner Is You    | Poulsen, Caggiano                     | Outlaw Gentlemen & Shady Ladies      | 2013 |
| 8  | Slaytan              | Poulsen                               | Seal the Deal & Let’s Boogie         | 2016 |
| 9  | Something Else Or... | Poulsen, Larsen, Kjølholm, Gottschalk | The Strength / The Sound / The Songs | 2005 |
| 10 | Sorry Sack of Bones  | Volbeat                               | Rewind, Replay, Rebound              | 2019 |
| 11 | Soulweeper           | Poulsen, Larsen, Kjølholm, Gottschalk | The Strength / The Sound / The Songs | 2005 |
| 12 | Soulweeper #2        | Poulsen                               | Rock the Rebel / Metal the Devil     | 2007 |
| 13 | Step into Light      | Poulsen                               | Servant of the Mind                  | 2021 |
| 14 | Still Counting       | Poulsen, Larsen, Kjølholm, Bredahl    | Guitar Gangsters & Cadillac Blood    | 2008 |

### T
| # | Titel          | Sangskriver     | Album                      | År   |
| - | -------------- | --------------- | -------------------------- | ---- |
| 1 | Temple of Ekur | Poulsen         | Servant of the Mind        | 2021 |
| 2 | Thanks         | Poulsen, Larsen | Beyond Hell / Above Heaven | 2010 |

### U
| # | Titel                  | Sangskriver | Album   | År   |
| - | ---------------------- | ----------- | ------- | ---- |
| 1 | ”Until the Light Came" | Ukendt      | Volbeat | 2002 |

### W
| # | Titel                 | Sangskriver                        | Album                             | År   |
| - | --------------------- | ---------------------------------- | --------------------------------- | ---- |
| 1 | Wait a Minute My Girl | Poulsen                            | Servant of the Mind               | 2021 |
| 2 | We                    | Poulsen, Larsen, Kjølholm, Bredahl | Guitar Gangsters & Cadillac Blood | 2008 |
| 3 | When We Were Kids     | Volbeat                            | Rewind, Replay, Rebound           | 2019 |
| 4 | Who They Are          | Poulsen                            | Beyond Hell / Above Heaven        | 2010 |
| 5 | Wild Rover of Hell    | Poulsen, Larsen                    | Guitar Gangsters & Cadillac Blood | 2008 |

### Y
| # | Titel           | Sangskriver               | Album                            | År   |
| - | --------------- | ------------------------- | -------------------------------- | ---- |
| 1 | ”You or Them"   | Poulsen                   | Rock the Rebel / Metal the Devil | 2007 |
| 2 | ”You Will Know" | Poulsen, Caggiano, Larsen | Seal the Deal & Let’s Boogie     | 2016 |

### #
| # | Titel        | Sangskriver | Album                      | År   |
| - | ------------ | ----------- | -------------------------- | ---- |
| 1 | ”7 Shots"    | Poulsen     | Beyond Hell / Above Heaven | 2010 |
| 2 | "7:24"       | Volbeat     | Rewind, Replay, Rebound    | 2019 |
| 3 | ”16 Dollars" | Poulsen     | Beyond Hell / Above Heaven | 2010 |